# Anarrhichthys ocellatus
L'anguilla lupo (Anarrhichthys ocellatus) è un pesce perciforme della famiglia degli Anaricadidi. Strettamente imparentata con i pesci lupo del genere Anarhichas, è l'unica specie del genere Anarrhichthys.

## Distribuzione
Vive nell'Oceano Pacifico settentrionale, dal Mar del Giappone e dalle Isole Aleutine fino alla California settentrionale.

## Descrizione
Questo pesce, che a prima vista ricorda moltissimo un'anguilla, può raggiungere i 203 centimetri e pesare 18,6 chili.

## Biologia
Si nutre di crostacei, ricci di mare, mitili e vongole, frantumandone il duro rivestimento con le forti mascelle. Cattura anche alcuni pesci. Vive nelle scogliere rocciose o sui fondali ciottolosi, in acque poco o moderatamente profonde, stabilendo il proprio territorio in una fessura tra le rocce.

## Conservazione
Questo grosso pesce è curioso e amichevole; solo di rado diviene aggressivo, ma è capace di infliggere morsi dolorosi. Le sue carni bianche sono commestibili e saporite. Milton Love annota che «è buono da mangiare e alcuni nativi americani del nord-ovest ne riservano la carne ai guaritori del villaggio».